# سياسة التأشيرات في الكويت

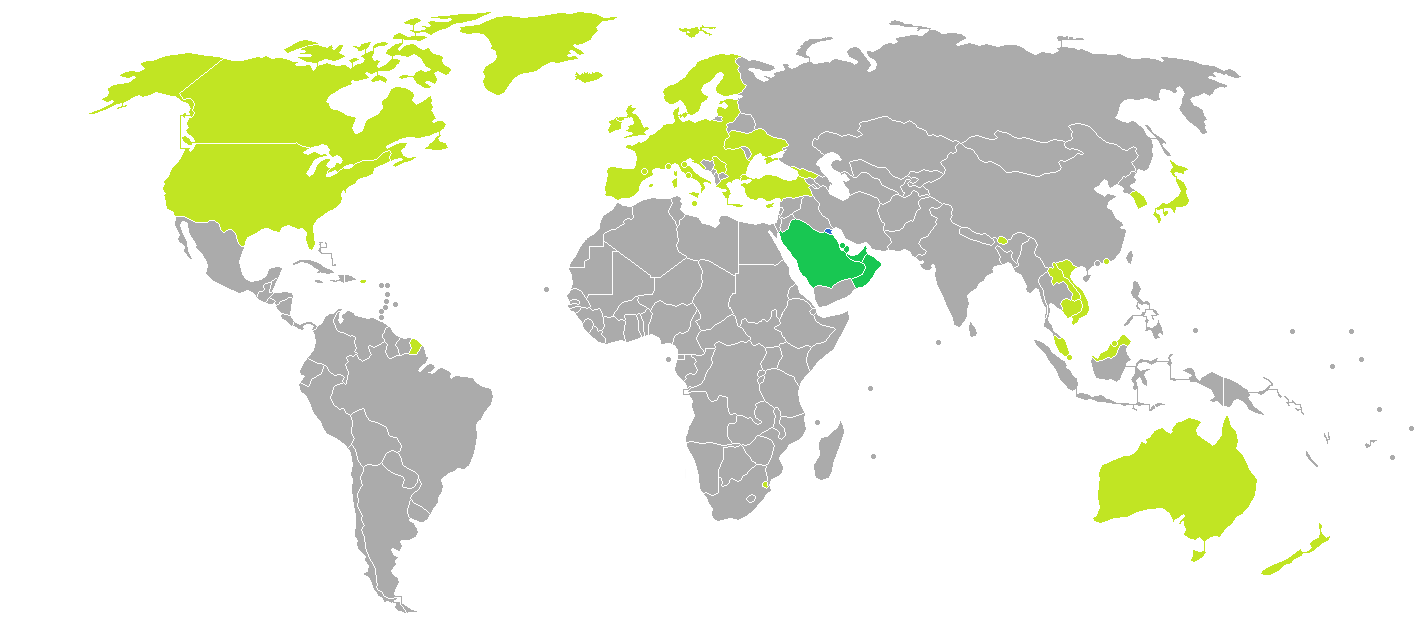
خريطة سياسة التأشيرات الكويتية

سياسة التأشيرات في الكويت في ظل الظروف العادية، يجب على زوار الكويت الحصول على تأشيرة ما لم يكونوا قادمين من إحدى الدول المُعفاة من التأشيرة، أو من دول مؤهلة للحصول على تأشيرة عند الوصول/فيزا إلكترونية. يجب على جميع الزوار أن يكونوا حاملين لجواز سفر ساري لمدة 6 شهور، باستثناء مواطني مجلس التعاون الخليجي.

## إعفاء من التأشيرة
مواطنو الدول التالية لا يحتاجون إلى تأشيرة لزيارة الكويت، ويمكنهم استخدام بطاقة الهوية الوطنية لدخول الكويت:
| - البحرين - عمان - قطر - السعودية - الإمارات العربية المتحدة |

بدايةً من شهر فبراير عام 2020 وحتى إشعار آخر، عُدلت تلك السياسة ولم تعد بطاقات الهوية الوطنية صالحة لدخول الكويت، وذلك كإجراء للوقاية من فيروس كورونا.
لا يحتاج مواطنو الصين الحاملين لجوازات سفر عادية معتمدة من الشؤون الخارجية إلى تأشيرة.
حاملو جوازات السفر الدبلوماسية أو الرسمية للدول التالية: ألبانيا، الجزائر، أذربيجان، بنغلاديش، بلغاريا، قبرص، الصين، مصر، ألمانيا، هندوراس، المجر، الهند، جزيرة أيرلندا، مالطا، منغوليا، المغرب، باكستان، بيرو، الفلبين، البرتغال، رومانيا، روسيا، صربيا، كوريا الجنوبية، سويسرا، طاجيكستان، تركيا، أوكرانيا، المملكة المتحدة، فيتنام وفقط جوازات السفر الدبلوماسية للدول التالية: أرمينيا، إستونيا، فرنسا، اليونان، إيطاليا، العراق، المكسيك، بولندا، إسبانيا، أوزبكستان لا يحتاجون إلى تأشيرة. وُقّعت اتفاقية مع جيبوتي في يوليو 2019 ولم يُصدّق عليها بعد.

## التأشيرة عند الوصول/التأشيرة الإلكترونية
يستطيع مواطنو الدول والمناطق الـ54 التالية الحصول على تأشيرة سارية لمدة 3 أشهر عند وصولهم إلى الكويت، إذا كانوا قادمين جوًا، أو يمكنهم الحصول على تأشيرة إلكترونية قبل الوصول:
| - جميع مواطنو الاتحاد الأوروبي (عدا إيطاليا)3 - أندورا - أستراليا - بوتان - بروناي - كمبوديا1 - كندا - إسواتيني2 - جورجيا - هونغ كونغ3 - آيسلند - اليابان - لاوس - ليختنشتاين - ماليزيا | - موناكو - نيوزيلندا - النرويج - سان مارينو - صربيا - سنغافورة - كوريا الجنوبية - سويسرا - تركيا - أوكرانيا - المملكة المتحدة - الولايات المتحدة - الفاتيكان - فيتنام |  |

## أنظمة وقوانين
في العقود الأخيرة، سنت الكويت بعض الإجراءات لتنظيم إصدار التأشيرات الجديدة للعمالة الأجنبية. على سبيل المثال، يخضع عمال جورجيا والمغرب لتدقيق شديد عند التقدم للحصول على تأشيرات دخول وفُرض حظر تام على دخول عاملات المنازل من غينيا بيساو وفيتنام. كما يخضع العمال من بنغلاديش وباكستان للتدقيق عند التقدم للحصول على تأشيرات جديدة. في أبريل 2019، أضافت الكويت إثيوبيا وبوركينا فاسو وبوتان وغينيا وغينيا بيساو إلى قائمة الدول المحظورة. وفقًا لحقوق المهاجرين، فإن القيود المفروضة على التأشيرات سارية بشكل رئيسي لأن هذه الدول تفتقر إلى سفارات وشركات عمالية في الكويت. تم رفع قيود التأشيرة على مواطني إثيوبيا في عام 2018. ويُذكر بأن أيضًا المواطنون الإسرائيليون ممنوعون من دخول الكويت بسبب أن القانون الكويتي لا يعترف بوجود إسرائيل.
بدايةً من 31 يناير 2020، حظرت الكويت مؤقتًا دخول الدولة على جميع حاملي جواز السفر الصيني العادي، بما في ذلك حاملي جواز سفر المنطقة الإدارية المحلية "هونج كونج"، بسبب الانتشار الشديد لفيروس كورونا في الصين، كما رُفض دخول مواطنين الدول الذي دخلوا إلى الصين وهونج كونج في آخر أسبوعين أيضًا.